# The British Grenadiers

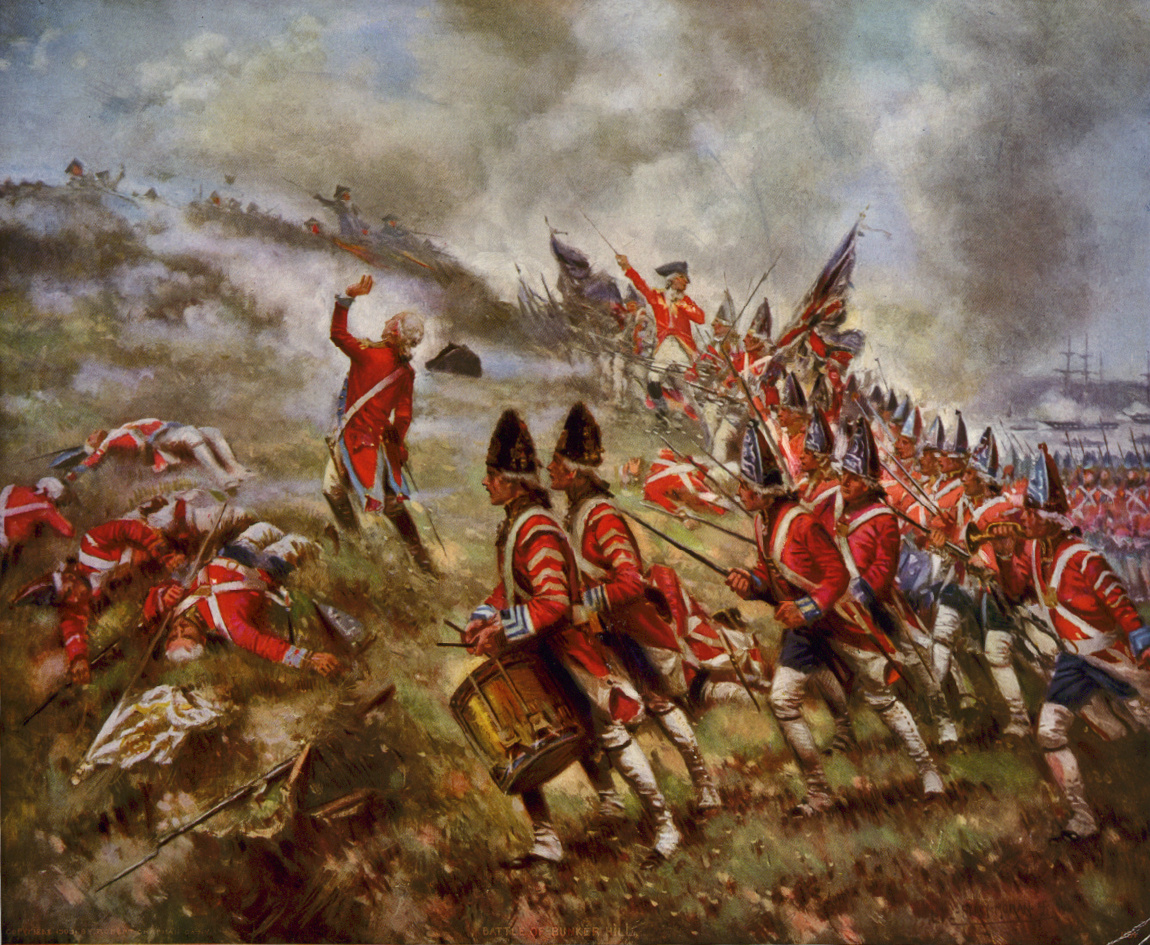
British Grenadiers in der Schlacht von Bunker Hill. Druck von Percy Moran, Quelle: Library of Congress

The British Grenadiers war vom 17. bis zum 19. Jahrhundert ein Marschlied britischer Grenadiere, und ist heute einer der bekanntesten englischen Militärmärsche überhaupt. Der Marsch gehört wie die Lieder „Land of Hope and Glory“, „Rule, Britannia!“ und „Jerusalem“ zum patriotischen Liedgut Englands. Das Lied ist in England auch als Morris dance (Polka) beliebt. Im Amerikanischen Unabhängigkeitskrieg war die Melodie zum Text von „Free America“ ein verbreitetes amerikanisches patriotisches Lied.
Es ist als Quick march (Geschwindmarsch) der Regimentsmarsch sowohl der Grenadier Guards, einem der fünf Foot Guards Regimenter (Elite-Infanterie) der königlich britischen Household Division, als auch der Honourable Artillery Company, dem ältesten noch bestehenden Regiment der britischen Armee. Auch The Royal Regiment of Canadian Artillery, The Canadian Grenadier Guards, The Royal Regiment of Canada, The Princess Louise Fusiliers, und The 5th Canadian Mounted Rifles sind ermächtigt, den Marsch zu spielen.

## Geschichte

### Ursprung
Der Ursprung der Melodie ist unbekannt, sie stammt eventuell aus dem Elisabethanischen Zeitalter im späten 16. Jahrhundert. Das Thema erscheint 1651 im Prince Ruperts March/The Clear Cavalier (Kavaliere, später Tories, nannten sich das königstreue Drittel im Parlament unter König Karl I.), aufgeführt in dem Tanzbuch und Nachschlagwerk The English Dancing Master von John Playford. Unter dem Titel Sir Edward Noel's Delight erschien 1622 im Bellerophon (Amsterdam) bereits ein sehr ähnliches Werk.
Der Text stammt frühestens aus der Zeit der Gründung der First Guards 1678 und spätestens aus der Regierungszeit von Königin Anne (1665–1714), in der Grenadiere aufhörten Handgranaten zu tragen. In Amerika ist der Marsch nachgewiesen in einem Manuskript von William William aus dem Jahr 1775, gedruckt in Pautuxit / Pawtucket (Rhode Island).

### Amerikanischer Unabhängigkeitskrieg
Mit dem Amerikanischen Unabhängigkeitskrieg werden in James Fulds Werk der Musikgelehrsamkeit Book of World-Famous Music nur drei Melodien in Verbindung gebracht, die britischen The British Grenadiers, God Save the King und das Lied Yankee Doodle unbekannter Herkunft. Obwohl in den amerikanischen Kolonien vielerlei Musik erblühte, war die verbreitetste kreative Art revolutionärer Amerikaner auf den Krieg zu antworten nicht eigene Stücke zu komponieren, sondern Verse zu bekannten Melodien zu dichten. Die Form der Parodie spielte eine große Rolle in Liedtexten dieser Revolutionsära. Bekannten britisch-patriotischen Melodien wurden Texte gegeben, die ihren ursprünglichen Sinn ins Gegenteil verkehrten.
Bereits im Februar 1770, bevor die Unabhängigkeitsbewegung populär wurde, erschien ein Text mit sieben Strophen und dem Titel Free America, ursprünglich (The New Massachusetts) Liberty Song, auch A Song on Liberty, von Joseph Warren. Der Vergleich mit vergangenen Kulturen veranlasste die amerikanischen Kolonisten, ihre amerikanische Identität von der britischen Identität abzugrenzen. Schon der Originaltext spielt ironisch auf die Großtaten antiker Helden wie Herkules oder Alexander an und grenzt die eigene britische Identität ab. Im Text des Liberty song heißt es dazu Proud Albion bow’d to Caesar, And numerous lords before (Stolzes Albion kniete vor Cäsar, und vielen weiteren Herrn). Der Text warnt die Amerikaner, sich nicht Tyrannen zu beugen und zu enden wie die antiken Griechen und Römer. Das Lied ist nicht zu verwechseln mit The Liberty Song (John Dickinson, 1768).
Zu Anfang des Amerikanischen Unabhängigkeitskrieges (1775–1783) war das zwölfstrophige War and Washington (auch General Washington), im Mai 1775 von Jonathan Mitchell Sewall (1748–1808) zur Melodie The British Grenadiers gedichtet, das erste Kriegslied der nordamerikanischen Kolonien, das sich wie ein Lauffeuer verbreitete. Das Originallied feierte jene britischen Eliteeinheiten, die einen Monat vor der Veröffentlichung des Liedes, im April die Gefechte von Lexington und Concord provoziert hatten. General Washington bewusst ironisch mit dieser Melodie zu rühmen, steigerte den verwegen patriotischen Effekt. Das Lied konnte zweifellos an jedem Lagerfeuer der Kontinentalarmee („at every Continental camp-fire“) gehört werden und war dasjenige, das den ritterlichen Soldaten in den Kampf führte und ihn triumphierend in ewigen Versen vom siegreichen Kampfplatz zurückkehren ließ. („led the gallant soldier on to battle, and returned him from the field of victory triumphant in deathless verse.“) Der Text ist nach dem gewonnenen Unabhängigkeitskrieg aufgeführt in Henry Brown's Property und Thompson's Pocket Collection of Favourite Marches (1789, bes. 1790) unter dem Titel Vain Britons, Boast No Longer (Eitle Briten, prahlen nicht länger), einem Ausdruck amerikanischen Stolzes.
1777 wurde der Marsch von den Rotröcken (British Army) während der Schlacht von Brandywine im Amerikanischen Unabhängigkeitskrieg gespielt.
Nach dem amerikanischen Sieg über den britischen General Charles Cornwallis 1781 war der Amerikanische Unabhängigkeitskrieg effektiv beendet. Großbritannien erkannte im Frieden von Paris (1783) formal die Unabhängigkeit der ehemals britischen Kolonien an. In der Folge der Schlacht entstanden die Verse Lord Cornwallis's Surrender zur Melodie des Liedes.

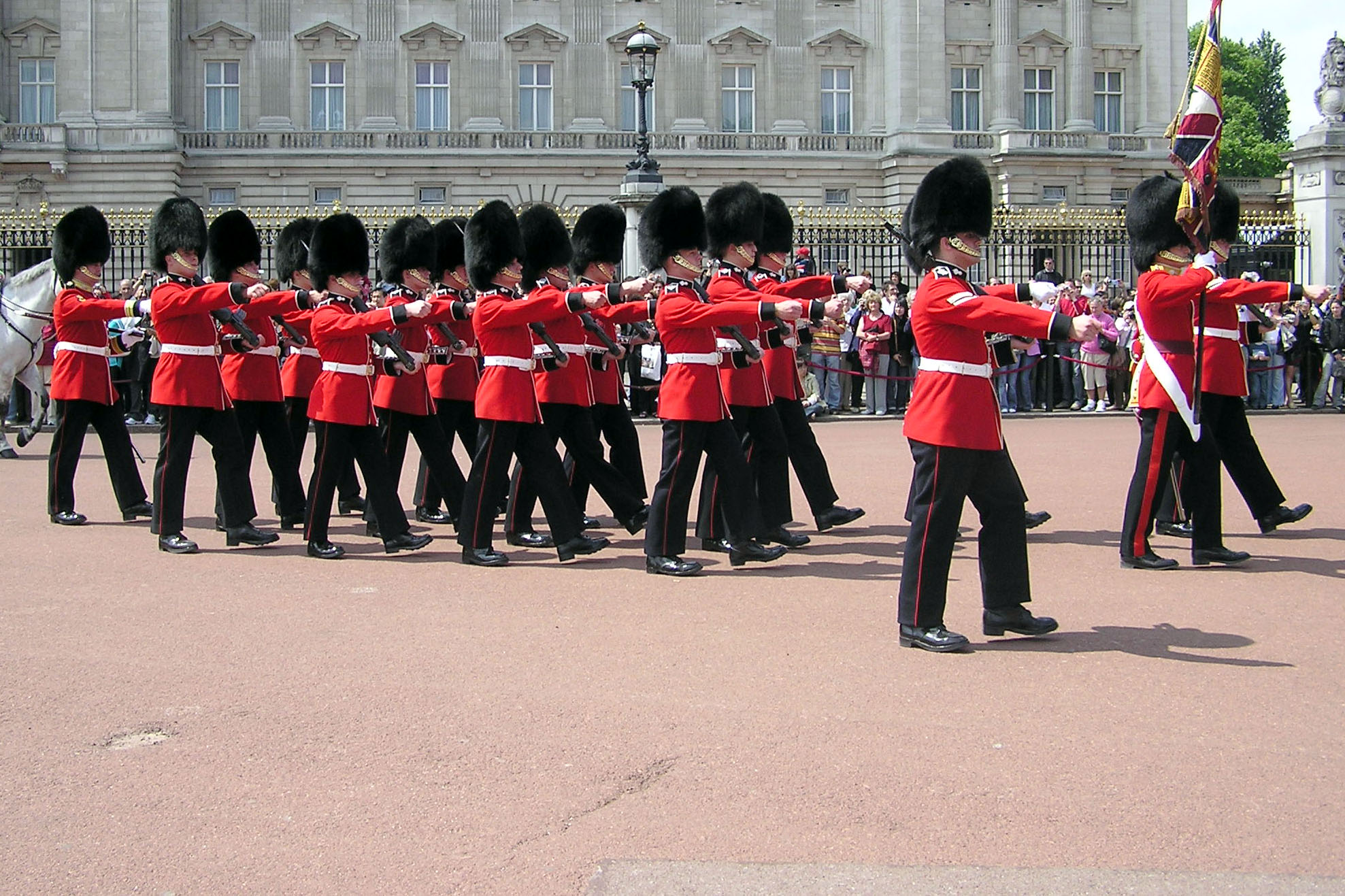
Grenadier Guards marschieren vom Buckingham Palace zum St James’s Palace

### Grenadier Guards
The British Grenadiers und The Grenadiers March waren die Märsche der Grenadiere aller britischen Kompanien. Nachdem die als First Guards gegründeten Grenadier Guards nach der Schlacht bei Waterloo 1815 die Grenadiere der Kaiserlichen Garde Napoleons besiegt hatten, erhielten sie den Namen The First or Grenadier Regiment of Foot Guards. Als Regimentsmarsch nahmen sie daraufhin The British Grenadiers an. Die rechte Flanke der Infanterie-Bataillone bestand aus den Kompanien der Grenadiere.
Im Vereinigten Königreich erklingt der Parademarsch beim alljährlichen Trooping the Colour, der Geburtstagsparade des Königs. Nach der Inspektion der Truppen durch den König marschiert die No.1 Guard, die sogenannte Escort for the Colour (gleich welches Regiment), traditionell unter den Klängen des schnellen Marsches The British Grenadiers, von der rechten Flanke nach vorn, um die Fahne zu übernehmen. Beim späteren Vorbeimarsch der Infanterie am Monarchen, erst im langsamen, dann im schnellen Tempo, werden je nach Zusammensetzung der Guards für die Grenadier Guards die Märsche Scipio (Händel) und The British Grenadiers gespielt.

## Text
| Original Some talk of Alexander, and some of Hercules Of Hector and Lysander, and such great names as these. But of all the world's great heroes, there’s none that can compare. With a tow, row, row, row, row, row, to the British Grenadiers. Those heroes of antiquity ne’er saw a cannon ball, Or knew the force of powder to slay their foes withal. But our brave boys do know it, and banish all their fears, Sing tow, row, row, row, row, row, for the British Grenadiers. Whene’er we are commanded to storm the palisades, Our leaders march with fusees, and we with hand grenades. We throw them from the glacis, about the enemies’ ears. Sing tow, row, row, row, row, row, the British Grenadiers. And when the siege is over, we to the town repair. The townsmen cry, “Hurrah, boys, here comes a Grenadier!” Here come the Grenadiers, my boys, who know no doubts or fears! Then sing tow, row, row, row, row, row, the British Grenadiers. Then let us fill a bumper, and drink a health to those Who carry caps and pouches, and wear the loupèd clothes. May they and their commanders live happy all their years. With a tow, row, row, row, row, row, for the British Grenadiers. | Wortgetreue Übersetzung Man spricht von Alexander, und auch von Herkules Von Hector und Lysander, und anderen großen Namen. Aber von allen Helden der Welt, kann sich keiner messen mit einem tow, row, row, row, row, row, mit den British Grenadiers. Jene Helden der Antike sahen nie eine Kanonenkugel, oder kannten die Macht des Pulvers um ihre Feinde zu töten. Aber unsre tapfren Jungs kennen es, und bezwingen ihre Furcht, Singt tow, row, row, row, row, row, für die British Grenadiers. Wann immer wir Befehl erhalten die Palisaden zu erstürmen, Marschieren unsere Anführer mit Musketen und wir mit Handgranaten, Wir werfen sie vom Glacis den Feinden um die Ohren. Singt tow, row, row, row, row, row, die British Grenadiers. Und wenn die Belagerung beendet ist, ziehen wir in die Stadt ein. Die Bürger rufen, „Hurra, Jungs, hier kommt ein Grenadier!“ Hier kommen die Grenadiere, Jungs, die weder Zaudern noch Furcht kennen! Nun singt tow, row, row, row, row, row, die British Grenadiers. Lasst uns einen Humpen füllen, und auf die Gesundheit derer trinken Die Mützen und Taschen führen und die Kleidung mit Litzen tragen. Mögen sie und ihre Befehlshaber all ihre Jahre glücklich leben. Mit einem tow, row, row, row, row, row, für die British Grenadiers. |
| War and Washington (Jonathan Mitchell Sewall, USA 1776?) Vain Britons, boast no longer with proud indignity Of all your conquering legions, or of your strength at sea, As we, your braver sons, incensed, our arms have girded on; Huzza! huzza! huzza! huzza! for war and Washington. Urg’d on by North and Vengeance, These valiant Champions came, Loud bellowing TEA, and TREASON, And GEORGE was all on Flame! Yet sacrilegious as it seems We REBELS, still live on And laugh at all your empty Puffs, And so does WASHINGTON! … | Free America (Joseph Warren, USA 1770er) That Seat of Science Athens, and Earth’s great Mistress Rome, Where now are all their Glories, we scarce can find their Tomb; Then guard your Rights, Americans! nor stoop to lawless Sway, Oppose, oppose, oppose, oppose, — my brave America. Proud Albion bow’d to Caesar, and num’rous Lords before, To Picts, to Danes, to Normans, and many Masters more; But we can boast Americans! we never fell a Prey; Huzza, huzza, huzza, huzza, for brave America. … |

## Weitere Verwendung der Melodie

### Militär
- Um 1759 erschien eine politische Textfassung mit dem Titel Expedition an ODE, To the Tune of the British Grenadiers. Printed for W. Taylor, facing the Opera-House, in the Haymarket, London, welche strategische Fehler anprangerte, die dazu geführt hatten, dass am 11. September 1758 eine überwiegend aus britischen Grenadieren bestehende Nachhut am Strand von Saint-Cast aufgerieben worden war.
- 1776, zur Feier der Unabhängigkeitserklärung der Vereinigten Staaten, entstand ein „new favorite song at the american camp“, der alles Britische verkehrte („Your dark unfathom'd Councils, our weakest Hands defeat“).[18]
- Nach der Schlacht von Queenston Heights (Kanada) im Britisch-Amerikanischen Krieg von 1812 entstand der Text The Battle of Queenston Heights zu Ehren des britischen Generals Isaac Brock.[19]
- Ebenfalls im Krieg von 1812 entstand der Text The British Bayoneteers.[20]
- Während der Operation Market Garden im Zweiten Weltkrieg sollen einige Soldaten der British 1st Airborne Division das Lied mit einer Flöte und Helmen als Trommeln gespielt haben.[21]
- Die Melodie ist zum Text The Melbourne Volunteers Regimentsmarsch des australischen Melbourne Volunteer Rifle Regiment.[22]
- Der Regimentsmarsch des (Königlich) Hannoverschen Garde-Grenadier-Regiments (Preußische Armeemarschsammlung AM II,52) besteht aus einer Bearbeitung von The British Grenadiers und einer weiteren Melodie.[23]

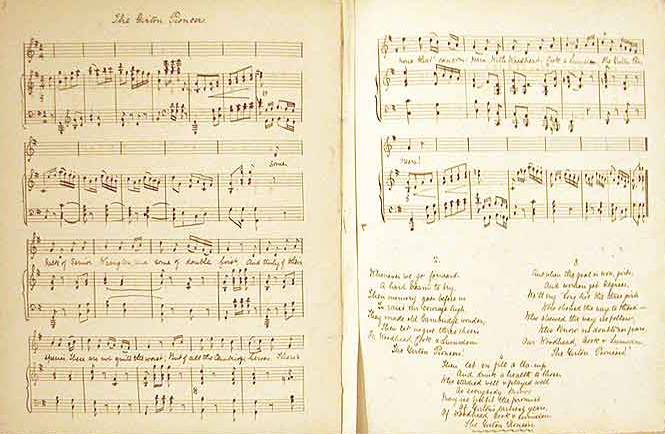
The Girton Pioneers, Girton College Songs, A. E. Tuthill, 1876–84

### Künstlerische Rezeption
- Das Lied erscheint als Hauptthema im Finale des vierten Klavierkonzerts von Ignaz Moscheles.
- Die ersten vier Takte erklingen im Finale von Three Blind Mice, Symphonic Variations on an old English Air op. 37,1 von Joseph Holbrooke.
- In der Basler Fasnacht ist die Melodie als erster Vers des Fasnachtsmarschs Arabi bekannt.[24]
- In dem 4-minütigen Orchesterwerk Putnam's Camp von Charles Ives sowie seinen Werken Overture and March‚ 1776 und Country Band‘ March spielt die Melodie ein tragende Rolle.[25]
- Der Pionier elektronischer Musik Max Mathews (1926–2011) transformierte den Marsch 1966 in einem Prozess der Analyse und Interpolation in den amerikanischen Marsch When Johnny Comes Marching Home.[26][27]
- Edward Lysaght (1763–1811), ein irischer Dichter, und Anhänger der Irish Volunteers widmete die Ballade The Man Who Led the Van of the Irish Volunteers dem irischen Politiker Henry Grattan.[28] Ganz nach seinem verschmitzten Humor verwendete er die englische Melodie The British Grenadiers.[29]
- Studentinnen des Girton College der Universität Cambridge dichteten ihrer Universität 1871 zur Melodie des Liedes den Text The Girton Pioneers.[30] Sie ehrten damit die ersten drei Frauen, die die universitätseigenen Tripos-Examen bestanden.
- Harold Baum, Professor für Biochemie am Chelsea College in London, dichtete[31] zur jährlichen Weihnachtsfeier seiner Fachschaft unter anderem den Text In Praise of E. M. P.,[32] eine gesungene Beschreibung der Glykolyse, zur Melodie des Liedes. Eine Auswahl der Lieder, mit einem Vorwort von Hans Adolf Krebs, erschien 1982 bei Pergamon Press.[33]